# Uluberia
Uluberia là một thành phố và khu đô thị của quận Haora thuộc bang Tây Bengal, Ấn Độ.

## Nhân khẩu
Theo điều tra dân số năm 2001 của Ấn Độ, Uluberia có dân số 202.095 người. Phái nam chiếm 52% tổng số dân và phái nữ chiếm 48%. Uluberia có tỷ lệ 64% biết đọc biết viết, cao hơn tỷ lệ trung bình toàn quốc là 59,5%: tỷ lệ cho phái nam là 70%, và tỷ lệ cho phái nữ là 58%. Tại Uluberia, 13% dân số nhỏ hơn 6 tuổi.